# Hermann Stetter
Hermann Stetter (* 16. Mai 1917 in Bonn; † 9. Mai 1993) war ein deutscher organischer Chemiker und Professor an der Technischen Hochschule Aachen.
Der von ihm entdeckte Syntheseweg für 1,4-Diketone ist auch als Stetter-Reaktion bekannt.
Stetter studierte Chemie an der Universität Bonn, sein Doktorvater war Burckhardt Helferich. Im Jahr 1968 gehörte er zusammen mit vielen anderen Professoren der RWTH Aachen zu den Unterzeichnern des „Marburger Manifestes“, das eine akademische Front gegen die aufkommende Mitbestimmung an den Hochschulen bildete.